# Loxostege argyrostacta
Loxostege argyrostacta là một loài bướm đêm trong họ Crambidae.